# Ala Celerum
Die Ala Celerum [Philippiana] (deutsch Ala Celerum [die Philippianische]) war eine römische Auxiliareinheit. Sie ist durch Inschriften belegt.

## Namensbestandteile
- Celerum: die Celeres waren die berittene Leibwache von Romulus. Der Bezug zu Romulus wurde vom neuen Kaiser Philippus Arabs vermutlich aufgrund der bevorstehenden Tausendjahrfeier der Stadt Rom gewählt und diente auch der Legitimierung des Kaisers.[1][A 1]

- Philippiana: die Philippianische. Eine Ehrenbezeichnung, die sich auf Philippus Arabs (244–249) bezieht. Der Zusatz kommt in der Inschrift (AE 1992, 1694) vor.

Da es keine Hinweise auf den Namenszusatz milliaria (1000 Mann) gibt, war die Einheit eine Ala quingenaria. Die Sollstärke der Ala lag bei 480 Mann, bestehend aus 16 Turmae mit jeweils 30 Reitern.

## Geschichte
Die Ala wurde als berittene Leibwache durch Philippus Arabs um 244 n. Chr. im Osten des römischen Reiches aufgestellt. Sie diente entweder dazu, die bisherige Leibgarde (equites singulares Augusti) zu ergänzen oder sie zu ersetzen. Als Leibwache begleitete die Einheit den Kaiser auf seinen Reisen. Die Ala ist durch die Inschrift (AE 1992, 1694) zuerst in der Provinz Arabia nachgewiesen; sie hielt sich später vermutlich auch in Noricum auf, wo der Grabstein des Aggaeus gefunden wurde. Ihr weiteres Schicksal ist unbekannt.

## Standorte
Standorte der Ala in Arabia waren möglicherweise:
- Philippopolis (Schahba): Nachdem Philippus Arabs an die Macht gekommen war, wurde sein Geburtsort in Philippopolis umbenannt und von ihm ausgebaut. Wahrscheinlich war die Ala während seines Aufenthalts hier stationiert.[1] Die Inschrift (AE 1992, 1694) wurde hier gefunden.

## Angehörige der Ala
Ein Angehöriger der Ala, Aggaeus, ein Hexarchus, ist durch seinen Grabstein (CIL 3, 4832) bekannt, der in Virunum, der Hauptstadt Noricums gefunden wurde.